# Walk on Jindal’s Splinters
Walk on Jindal’s Splinters ist ein Livealbum von Jello Biafra, das dieser 2011 mit der Band The New Orleans Raunch and Soul All-Stars eingespielt hat. Es erschien am 12. Mai 2015 über Alternative Tentacles als CD, LP und Download.

## Entstehungsgeschichte
Jello Biafra wurde 2011 von Bill Davies von Dash Rip Rock nach New Orleans eingeladen, um mit dem Gitarristen während des New Orleans Jazz & Heritage Festival einen Clubgig mit alten Rock-’n’-Roll-, Garage-Rock-, Blues- und Soulklassikern zu spielen. Biafra suchte sich eine Band bestehend aus Fred LeBlanc (Cowboy Mouth), Pete Gordon (Mojo Nixon), mit dem er schon beim Album Prairie Home Invasion (1994) zusammen gearbeitet hatte, und Pepper Keenan (Corrosion of Confirmity) zusammen. Dazu gesellte sich ein Blechbläser-Ensemble bestehend aus den beiden Bands Morning 40 Federation and Egg Yolk Jubilee. Die musikalische Leitung übernahm Davies.
Der Auftritt fand schließlich am 8. Mai 2011 in der The 12 Bar in New Orleans statt. Mitgeschnitten wurde das Album von B.J. Lehn. Nach einem ersten Rough Mix schien die Aufnahme unbrauchbar zu sein, doch schließlich übernahm Ben Mumphrey, der bei dem Gig anwesend war, die Produktion und stellte das Album im „Studio in the Country“ in Washington Parish fertig. Das Konzert beginnt auf der CD unvermittelt im ersten Song Ooh-Poo-Pah-Doo, da der Anfang nicht mitgeschnitten wurde.
Eine erste Single war für den Record Store Day am 18. April 2015 geplant, wurde jedoch von den Organisatoren abgelehnt, da sie in diesem Jahr weniger 7’’-Singles anbieten wollten. Stattdessen erschien die Single Fannoe Mae/Just a Little Bit dann am 14. April 2015 mit einem großen Aufkleber „Rejected by Record Store Day“.
Das Album erschien am 12. Mai 2015 über Alternative Tentacles als CD, LP und Downloadalbum. Sowohl die CD-Version als auch die Downloadversion enthalten die Tracks der Single als Bonustrack.

## Coverartwork
Das Cover zeigt eine Zeichnung von Jello Biafras Kopf mit einer Kopfbedeckung in Form eines Kegelstumpfes und Sonnenbrille. das Cover ist in gelb und rot gehalten. Auf der Rückseite sieht man eine Originalaufnahme, auf der Richard Nixon die Hand von Elvis Presley schüttelt. Der Albumtitel ist eine Verballhornung des Liedes Walk on Guilded Splinters und spielt auf Bob Jindal, den seit 2008 amtierenden Gouverneur des Bundesstaates Louisiana an.

## Titelliste
| #   | Titel                           | Komponist                | Interpret der Version        | Länge |
| --- | ------------------------------- | ------------------------ | ---------------------------- | ----- |
| 1.  | Ooh-Poo-Pah-Doo                 | Jesse Hill               | Jesse Hill                   | 2:36  |
| 2.  | House of the Rising Sun         | traditional              | The Animals                  | 4:27  |
| 3.  | (Don’t Mess with) My Toot Toot  | Rockin’ Sidney           | Rockin’ Sidney               | 4:00  |
| 4.  | Mother-in-Law                   | Allen Toussaint          | Ernie K-Doe                  | 2:34  |
| 5.  | Bangkok                         | Alex Chilton             | Alex Chilton                 | 4:42  |
| 6.  | Judy in Disguise (With Glasses) | John Fred/Andrew Bernard | John Fred & His Playboy Band | 3:16  |
| 7.  | Working in a Coal Mine          | Allen Toussaint          | Lee Dorsey                   | 3:30  |
| 8.  | Land of 1,000 Dances            | Chris Kenner             | Chris Kenner                 | 4:07  |
| 9.  | Walk on Guilded Splinters       | Mac Rebennack            | Dr. John                     | 12:45 |
| 10. | Fannie Mae                      | Buster Brown             | Buster Brown                 | 3:09  |
| 11. | Just a Little Bit               | Rosco Gordon             | Rosco Gordon                 | 4:03  |

## Musik
Das Songmaterial besteht vor allem aus Rhythm-and-Blues-Klassikern aus den 1950ern und 1960ern. Musikalisch bewegt sich die Aufnahme zwischen Soul, Rock und Punkrock, der sich vor allem durch Biafras Tremolo-Gesang auszeichnet. Dabei erweckt die Art der Darbietung sowie die Vortragsweise Erinnerungen an die Blues Brothers. Der Sound ist dabei rau und direkt.